# Hercules (mythologie)

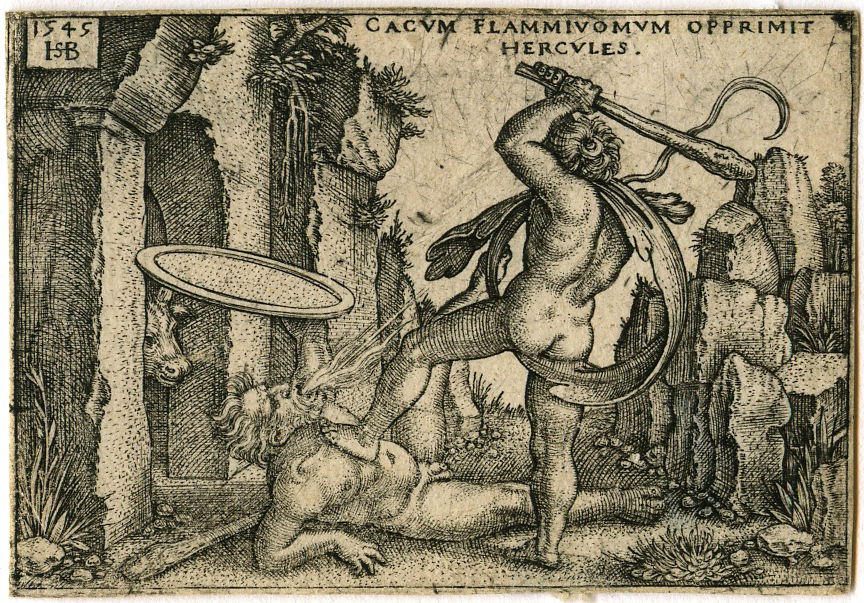
Hercules doodt Cacus bij de grot (uit De Werken van Hercules, 1542-1548), Hans Sebald Beham (1500-1550).

Hercules is de Romeinse naam voor Herakles, een figuur uit de Griekse mythologie. Onder de naam Hercules werd hij als (half)god in het oude Rome vereerd. Volgens Titus Livius was de cultus van Hercules de enige die door Romulus bij de stichting van Rome geaccepteerd werd. In Armenië werd het geïdentificeerd met de Armeense god Vahagn (Վահագն).
Naast de gebruikelijke Griekse verhalen over Herakles die de Romeinen overnamen, zijn er ook Romeinse verhalen over Hercules. Zo vertelt Vergilius in zijn Aeneis dat het vuurspuwende monster Cacus, die de kudde van Geryones in zijn grot op de Aventijn verborgen had, door Hercules gedood was. Vanwege dit feit zou Hercules zelf of Euander de cultus van Hercules hebben ingesteld, op de plaats van de Ara Maxima op het Forum Boarium. Dit was een geschikte plaats voor de verering van Hercules, aangezien het Forum Boarium een van de commerciële centra van het oude Rome was, en Hercules (net als Mercurius) als beschermer van handelaren gold. Hercules werd verder met ten minste twaalf andere schrijnen en tempels in de stad vereerd.

## Iconografie

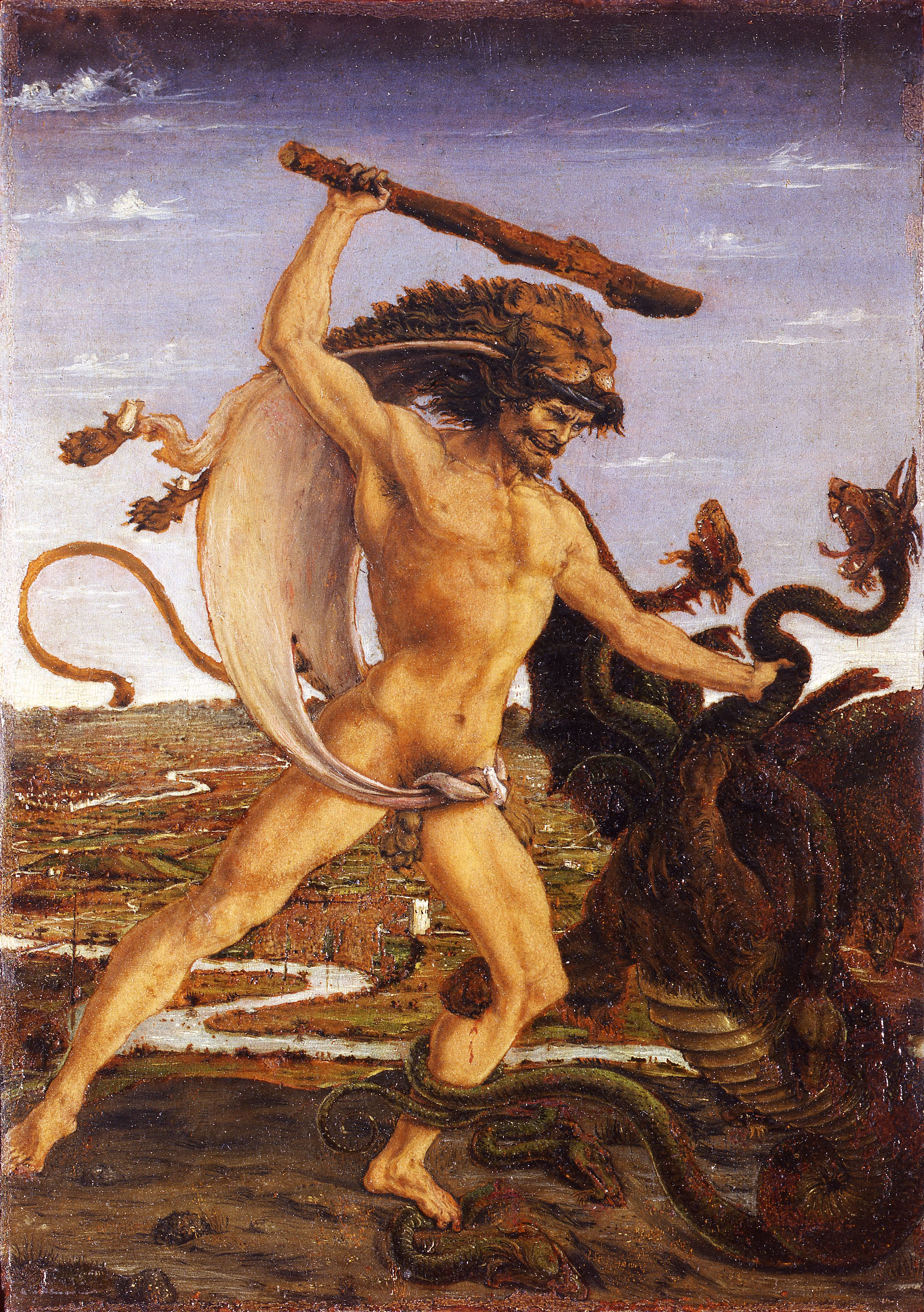
Hercules met leeuwenhuid

In de westerse kunst, wordt Hercules meestal als naakte man uitgbeeld, met een leeuwenhuid op het hoofd.